# Koji Murofushi
Koji Alexander Murofushi (Kanji 室伏広治) (Numazu, 8. listopada 1974.) japanski je bacač kladiva, osvajač zlatne medalje na Olimpijskim igrama u Ateni 2004., postiže vrhunske rezultate od 2001. godine, kad je osvojio srebrnu medalju na Svjetskom prvenstvu u atletici. Najbolji su mu rezultati u bacanju diska 41,93 m, u bacanju kladiva 84,86 m.

## Životopis
- 2001. izabran je u Japanu za atletičara godine[1]
- Od 2002. na IAAF natjecanjima nastupa samo u disciplini bacanja kladiva, u Madridu je te godine bacao i disk.
- 1. rujna 2010. osvojio je prvo mjesto na 60. Hanžekovićevom memorijalu u Zagrebu.[2]